# South Palmer River
Der South Palmer River ist ein Fluss in der Region Far North Queensland im Nordosten des australischen Bundesstaates Queensland.

## Geographie

### Flusslauf
Der Fluss entspringt zwei Kilometer westlich der Siedlung Reedy St. George 3rd Crossing, etwa 120 Kilometer nordwestlich von Cairns direkt am Mulligan Highway, in den Atherton Tablelands, die zur Great Dividing Range zählen. Von dort fließt er stark mäandrierend nach Nord-Nordwesten und mündet südöstlich der Palmer Goldfield Resources Reserve in den Palmer River.

### Nebenflüsse mit Mündungshöhen
Er hat folgende Nebenflüsse:
- Ten Mile Creek – 361 m